# منتخب ساحل العاج لكأس ديفيز
منتخب ساحل العاج لكأس ديفيز (بالفرنسية: Équipe de Côte d'Ivoire de Coupe Davis)‏ هو ممثل ساحل العاج الرسمي في كرة المضرب في كأس ديفيز.